# Zorotypus congensis
Zorotypus congensis är en jordlusart som beskrevs av Ryn-tournel 1971. Zorotypus congensis ingår i släktet Zorotypus och familjen Zorotypidae. Inga underarter finns listade i Catalogue of Life.